# Scaphiostreptus drepanophorus
Scaphiostreptus drepanophorus är en mångfotingart som beskrevs av Carl Graf Attems 1950. Scaphiostreptus drepanophorus ingår i släktet Scaphiostreptus och familjen Spirostreptidae. Inga underarter finns listade i Catalogue of Life.